# Нассири, Нематолла
Нематолла Нассири (перс.  نعمت‌الله نصیری ‎; август 1911, Семнан — 15 февраля 1979, Тегеран) — иранский государственный деятель, 3-й руководитель САВАК (январь 1965 — июнь 1978). Деятель иранских шахских спецслужб. Генерал (Arteshbod) иранских вооружённых сил.

## Биография

### Военная карьера
Нематолла Нассири родился в 1911 году в Сангуссаре, вблизи от Семнана. Получил среднее образование в Тегеране. В 1929 году его зачислили в армейскую офицерскую школу. Нассири был одноклассником наследного принца, что в свою очередь сыграло важную роль в его карьере.
Свою карьеру Нассири начал в звании лейтенанта 2-го класса (ранга), быстро продвигаясь в званиях по службе в сухопутных силах.
В 1949 году, в звании лейтенант-полковник, Нассири стал губернатором провинции Керман.

### Участие в военном перевороте 1953 года
По признаниям его коллег, Нематолла Нассири, будучи ещё младшим офицером, — всегда отличался своей безусловной верностью шаху. Полковник Нассири получил широкую известность ещё в период правительственного кризиса, охватившего Иран в 1953 году, во время которого Нассири примкнул к группе офицеров иранской армии, группировавшихся вокруг шаха.
15 августа 1953 года полковник Нассири лично вручил премьер-министру Мохаммеду Мосаддыку шахский указ (фирман), по которому последний отстранялся от должности. Он был незамедлительно арестован охраной премьера. Нассири вышел на свободу после свержения правительства Мосаддыка (19 августа 1953 года).
После свержения Мосаддыка и восстановления авторитарной власти шаха, полковник Нассири получил повышение в звании; стал одним из приближенных людей Мохаммеда Реза Пехлеви, довольно быстро войдя в его близкое и доверенное окружение. Занимал пост командующего шахской гвардией. Дальнейшая карьера Нассири развивалась стремительно. С этого периода времени не было ни одного крупного политического процесса или политической акции, в которых Нассири не принимал бы участия.
В июне 1963 года, во время стихийных демонстрации в поддержку Рухоллы Хомейни, генерал Нассири принимал участие в её подавлении.

### Нассири во главе САВАК (январь 1965 — июнь 1978)
В конце января 1965 года, шах назначил его на пост директора САВАК, после того как с этой должности был смещен генерал Хассан Пакраван — по причине того, что под его начальством САВАК не смогла предотвратить убийство премьер-министра Хасан Али Мансура.
Замена Пакравана, по словам журналиста Жерара де Вилье, означала замену образованных интеллектуалов человеком с резким отличием от предшественника, вряд ли кем-то более подходящим на должность главы секретной службы, которая в будущем будет иметь страшную репутацию.

Интересна в этой связи позиция некоторых исследователей данной тематики: 
«Существует несколько объяснений этого назначения. Наиболее близкое к истине, вероятно, следующее. Шах был обеспокоен ростом авторитета левых сил в стране, представленный экстремистскими и террористическими организациями «Моджахедин-Э Хальк» и «Федаине Ислами». Пехлеви, также не без причины опасался роста авторитета военных, прежде всего генералитета и высшего офицерства, ставших после августовского переворота 1953 г. «героями». Следует принять во внимание тот факт, что в период 1950—1960-х гг., во многих странах региона, в результате государственного переворота к власти пришли военные, которые свергли «прозападные» светские режимы и установили военную диктатуру. Именно поэтому шаху нужен был новый руководитель политической полиции, вышедший из военной среды, и прекрасно осведомленный, какие меры следовало бы предпринять, чтобы обезопасить трон от узурпации власти со стороны армии».

#### Модернизация шахских спецслужб
Мохаммед Реза Пехлеви дал генералу Нассири жесткие инструкции — восстановить эффективность деятельности тайной полиции САВАК и должным образом служить монарху.

Генерал Нематолла Нассири идеально справился с поставленной перед ним шахом задачей: в кратчайшие сроки была создана довольно сложная и всеохватывающая система тотального сыска и доносительства, которая контролировала все аспекты политической и общественной жизни Ирана. Например, был установлен «Офис цензуры», чтобы контролировать журналистов, литературные фигуры и академиков по всей стране. Кто не вписывался в официальную линию режима — к тем САВАК применяла репрессивные меры. Один из лидеров, идеологически обосновывавших «белую революцию шаха и народа», писатель и публицист Джалал Але-Ахмад — автор «Западничества», в 1961 году опубликовал первый вариант «Западничества» (более точный перевод — «Заражение Западом»), которая насторожила придворную элиту. За что он и был взят под надзор агентов САВАК. Это произведение приносит ещё большую популярность и славу Джалалу Але-Ахмаду и находит многочисленные отклики среди интеллигенции и передовой молодежи Ирана. Основная идея этого произведения заключается в освещении противоречий между разбогатевшим и индустриализированным Западом и аграрным Востоком, то есть странами третьего мира. В этом социально-публицистическом произведении автор, жестко критикуя, бичует экономическую и культурную зависимость Ирана от эксплуататорских стран Запада, в особенности США. В отчетах САВАК книга «Западничество» отнесена к категории «особо опасных для существующего режима», а её автор охарактеризован следующим образом: 
«...этот человек на протяжении всей своей жизни действовал против государственного порядка. Его прозвище в политических кругах — "старый партизан"».
Согласно данным Симин Данешвар (жена Джалал Але-Ахмада), и сообщениям в иранской прессе, Джалал Але-Ахмад скончался 15 сентября 1969 г., в результате инфаркта, на своей вилле в селении Асалем (Гилян). Однако, по утверждению его брата Шамс Але-Ахмада — Джалал Але-Ахмад был убит агентами шахского САВАК.
В 1965—1966 гг. полномочия САВАК были расширены в области сбора оперативных сведений и нейтрализации противников монархического режима как внутри страны, так и за рубежом. Университеты, профсоюзы и крестьянские организации находились под интенсивным наблюдением агентов САВАК и платных осведомителей. В общественной жизни страны дела обстояли также: от приема на работу или государственную службу и вплоть до выдачи паспортов, пенсий и пособий — все контролировал вездесущий САВАК. Вовсе не является вымыслом и преувеличенным тот факт, что в Иран невозможно было попасть, не оказавшись в поле зрения сотрудников тайной полиций САВАК.
Агентура и информаторы САВАК вели систематическую слежку не только за оппозиционными организациями и деятелями, за инакомыслящими — но фактически и за всеми высокопоставленными государственными служащими, лояльными к шаху политическими деятелями, журналистами, предпринимателями, писателями и т. д.
Получив назначение на пост главы САВАК как особо близкое и доверенное лицо шаха, генерал Нематолла Нассири, в отличие от Хассана Пакравана, отнюдь не был бесцветной и несамостоятельной фигурой. Очень скоро выяснилось, что у него есть не только свой стиль руководства, но и собственные амбиции, но они не выходили за устойчивые рамки монархизма и преданности шаху. Генерал Нассири провел массовую чистку в структурах САВАК, изгнав из карательных органов множество некомпетентных сотрудников, и расставил на ведущие посты верных себе людей. Первоначально его приход к руководству в САВАК не внушало у многих особого представления относительно предстоявших «революционных» изменении во всех звеньях органов безопасности: перетряхивание кадрового состава секретного агентства, структурная реорганизация тайной полиции, увеличение полномочии САВАК и расширение сферы его деятельности за пределами Ирана.
Шахская разведывательная служба (САВАК) и Министерство Госбезопасности Ирана в целом были реорганизованы и стали более активными перед лицом повышающейся исламистской и коммунистической воинственности и политического волнения.

Генерал Нассири (середина 1970-х гг.)

Основной упор деятельности шахских спецслужб был направлен на борьбу с «красной опасностью». Вместе с тем Нематолла Нассири в 1968 году проявил заинтересованность в установлении контактов с СССР по каналам спецслужб, в частности в приобретении в Советском Союзе «контрразведывательной техники».
Не полагаясь в начале полностью на САВАК, шах в 1958 году учредил специальную «шахскую инспекцию», назначив её руководителем своего друга, генерала Хоссейна Фардуста, товарища по учёбе в Швейцарии. Данная секретная организация предоставляла монарху информацию относительно «темных сторон» в деятельности иранской элиты.
Мансур Рафизаде (директор отделения САВАК в США в 1970-е гг.), после исламской революции утверждал, что телефон генерала Нассири прослушивали сотрудники САВАК и записывали на диск, которые непосредственно сообщали шаху об уровне преданности Нассири монархии.
Близостью к шаху и его окружению позволило Нассири довольно быстро стать однним из богатейшим человеком в Иране. К началу 1970-х гг. Нассири был уже самым богатым землевладельцем на всем побережье Каспийского моря.
Одной из главных заслуг Нассири на посту главы САВАК была ликвидация довольно сильного шахского оппонента — первого директора САВАК генерала Теймура Бахтияра. Разработку плана спецоперации по устранению Бахтияра и его блестящее исполнение агентами САВАК курировал лично генерал Нассири, непосредственно согласуясь с шахом относительно всех деталей данной операции. 12 августа 1970 года Теймур Бахтияр был ликвидирован в Ираке подосланными агентами из САВАК.
В 1976 году генерал Нассири выступил одним из учредителей международного антикоммунистического разведывательного сообщества Клуб Сафари.

## Исламская революция(1978—1979 гг.)
Когда начались массовые антишахские демонстрации, силы САВАК усилили репрессии против исламских активистов и революционных элементов. Следует помнить, что масло в огонь начинавшегося всеобщего революционного движения подлили сами спецслужбы САВАК (об этом шах скажет уже в эмиграции).

Генерал Нассири перед казнью на допросе в исламском революционном комиссариате (февраль 1979 г.)

6 июня 1978 года генерал Нематолла Нассири был освобождён с должности главы САВАК и назначен послом в Пакистан. Его место занял генерал-лейтенант Нассер Могадам, высокопоставленный офицер спецслужб — долгие годы возглавлявший «Департамент III» САВАК.
Немецкая газета «Die Zeit» 9 июня 1978 года писала:
“Двенадцать лет генерал Нассири был во главе известного своей жестокостью разведки. В этом качестве параллельно он был также заместителем премьер-министра и помощником шаха. В будущем он будет проходить службу в качестве посла в Пакистане”.

### Арест
В ноябре 1978 года, шах поддавшись уговорам придворных кругов и заокеанских «друзей», в целях сбить нараставшую волну протеста провёл массовую чистку в высших эшелонах власти и госаппарате (по приказу шаха полиция САВАК арестовала 13 видных чиновников режима).
После нескольких месяцев пребывания на посту посла Ирана в Пакистане, генерал Нассири решил вернуться в Иран, заранее зная, что правительство собиралось его арестовать, наряду с другими видными чиновниками режима. Прибыв в Тегеран, Нематолла Нассири, был вскоре арестован и заключён в тюрьму Эвин (данная тюрьма обслуживала запросы САВАК, которая славилась своими жестокими обращениями с исламистами и другими оппонентами шаха). Вместе с Нассири были арестованы несколько высокопоставленных чиновников шаха, в том числе бывший премьер-министр Амир Аббас Ховейда.

### Казнь

Слева направо: Нассири, Рахими, Наджи и Хосроудад (15 февраля 1979 г., Тегеран)

Генерал Нассири находился в тюрьме Эвин вплоть до падения 11 февраля либерального правительства Шапура Бахтияра. Исламские богословы, придя к власти, с первого же дня начали тотальную и широкомасштабную кампанию кровавых расправ над чиновниками и генералами шаха.
15 февраля 1979 года генерал Нематолла Нассири, предварительно подвергнутый физическим пыткам и допросу, был расстрелян по решению Исламского революционного трибунала во главе с Садеком Хальхали. В этот же день, вместе с генералом Нассири исламскими фундаменталистами были казнены высокопоставленные шахские генералы — Манучехр Хосроудад (командующий спецназом ВВС), Мехди Рахими (военный комендант и начальник полиции Тегерана), Реза Наджи (военный губернатор Исфахана).
Четверо казнённых, в том числе Нематолла Нассири, похоронены на кладбище Бехеште-Захра.